# Building the Perfect Beast
| Оценки критиков  | Оценки критиков |
| Источник         | Оценка          |
| ---------------- | --------------- |
| AllMusic         | [ 1 ]           |
| Rolling Stone    | (Positive)      |
| Robert Christgau | B               |
| iTunes           | (Positive)      |

Building the Perfect Beast — второй студийный альбом американского рок-певца Дона Хенли, вышедший 19 ноября 1984 года на лейбле Geffen. Продюсерами были Дона Хенли, Danny Kortchmar и Greg Ladanyi. На премию Грэмми была номинирована песня «The Boys of Summer», которая и победила в категории ее мужское вокальное рок-исполнение.

## Об альбоме
Альбом достиг позиции № 13 в американском хит-параде Billboard 200 и получил 3-кр платиновую сертификацию Recording Industry Association of America (RIAA).
Альбом получил положительные отзывы музыкальных критиков и интернет-изданий: Kurt Loder из журнала Rolling Stone («альбом представляет собой тщательно продуманный набор песен о любви и политике»), Vik Iyengar из издания AllMusic («После экспериментов с синтезаторами и поп-музыкой на его дебютном сольном альбоме, Дон Хенли попал в самую точку на его втором диске „Building the Perfect Beast“. Этот альбом упрочил позицию Хенли как самостоятельно музыканта после многих успешных лет работы в составе группы Eagles, где он породил многочисленные хиты»).
В 1989 году журнал «Rolling Stone» включил альбом в свой список из 100 лучших дисков 1988-х годов (№ 73 в «The 100 Greatest Albums of the 1980s»).
25 февраля 1986 года на музыкальную премию Грэмми была номинирована песня «The Boys of Summer», которая победила в категории Лучшее мужское вокальное рок-исполнение.

## Список композиций
| №                   | Название                                                         | Длительность |
| ------------------- | ---------------------------------------------------------------- | ------------ |
| 1.                  | «The Boys of Summer» (Дон Хенли, Майк Кэпмбелл)                  | 4:45         |
| 2.                  | «You Can't Make Love» (Хенли, Danny Kortchmar)                   | 3:34         |
| 3.                  | «Man with a Mission» (Хенли, Kortchmar, J. D. Souther)           | 2:43         |
| 4.                  | «You're Not Drinking Enough» (Kortchmar)                         | 4:40         |
| 5.                  | «Not Enough Love in the World» (Хенли, Kortchmar, Benmont Tench) | 3:54         |
| 6.                  | «Building the Perfect Beast» (Хенли, Kortchmar)                  | 4:59         |
| 7.                  | «All She Wants to Do Is Dance» (Kortchmar)                       | 4:28         |
| 8.                  | «A Month of Sundays» (Хенли)                                     | 4:30         |
| 9.                  | «Sunset Grill» (Хенли, Kortchmar, Tench)                         | 6:22         |
| 10.                 | «Drivin' With Your Eyes Closed» (Хенли, Kortchmar, Stan Lynch)   | 3:41         |
| 11.                 | «Land of the Living» (Хенли, Kortchmar)                          | 3:24         |
| Общая длительность: | Общая длительность:                                              | 47:08        |

Уточнение: Трек «A Month of Sundays» появился на кассетной версии и компакт-дисковой версии альбома, но не была включена в виниловый вариант LP. На виниле эта песня выходила на второй стороне (B-side) на сингле «The Boys of Summer».

## Позиции в чартах

### Еженедельные чарты
| Чарт (1985)                      | Высшая позиция |
| -------------------------------- | -------------- |
| Австралия (ARIA)                 | 4              |
| Нидерланды (Album Top 100)       | 23             |
| Новая Зеландия (RMNZ)            | 18             |
| Норвегия (VG-lista)              | 15             |
| Швеция (Sverigetopplistan)       | 24             |
| Великобритания (UK Albums Chart) | 14             |
| США (Billboard 200)              | 13             |

### Синглы
| Год  | Сингл                           | Чарт                               | Позиция |
| ---- | ------------------------------- | ---------------------------------- | ------- |
| 1984 | «Sunset Grill»                  | Mainstream Rock Tracks             | 7       |
| 1984 | «The Boys of Summer»            | Adult Contemporary                 | 33      |
| 1984 | «The Boys of Summer»            | Mainstream Rock Tracks             | 1       |
| 1984 | «The Boys of Summer»            | Billboard Hot 100                  | 5       |
| 1985 | «All She Wants to Do Is Dance»  | Hot Dance Music/Club Play          | 10      |
| 1985 | «All She Wants to Do Is Dance»  | Hot Dance Music/Maxi-Singles Sales | 34      |
| 1985 | «All She Wants to Do Is Dance»  | Hot R&B/Hip-Hop Singles & Tracks   | 65      |
| 1985 | «All She Wants to Do Is Dance»  | Mainstream Rock Tracks             | 1       |
| 1985 | «All She Wants to Do Is Dance»  | Billboard Hot 100                  | 9       |
| 1985 | «Drivin' With Your Eyes Closed» | Mainstream Rock Tracks             | 9       |
| 1985 | «Not Enough Love in the World»  | Adult Contemporary                 | 6       |
| 1985 | «Not Enough Love in the World»  | Mainstream Rock Tracks             | 17      |
| 1985 | «Not Enough Love in the World»  | The Billboard Hot 100              | 34      |
| 1985 | «Sunset Grill»                  | Adult Contemporary                 | 18      |
| 1985 | «Sunset Grill»                  | Billboard Hot 100                  | 22      |